# جسیکا برشاید
جسیکا برشاید (انگلیسی: Jessica Berscheid؛ زادهٔ ۳۰ ژوئیهٔ ۱۹۹۷) بازیکن فوتبال اهل لوکزامبورگ است.
وی همچنین در تیم ملی فوتبال Luxembourg بازی کرده‌است.